# Premios Empire
Los Premios Empire (en inglés, Empire Awards) son galardones a la mejor producción fílmica cuya adjudicación se realiza anualmente desde 1996 por votación popular organizada por la revista británica Empire, la publicación dedicada al cine de mayor circulación en el Reino Unido.
Los premios son patrocinados por la compañía Sony Ericsson y son muy apreciados aunque no alcancen la importancia de los Óscars y los BAFTA. Como son determinados por la votación del público, la tendencia es que los ganen los filmes más populares mientras la faceta artística del filme puede ser o no relevante dependiendo del público. La ceremonia en la cual se dan a conocer y se entregan los premios es transmitida en vivo por el canal de películas Sky.

## Categorías premiadas
- Mejor actor británico.
- Mejor actriz británica.
- Mejor película británica.
- Mejor debutante.
- Mejor actor.
- Mejor actriz.
- Mejor director.
- Mejor película.
- Premio a la trayectoria.
- Mejor director británico (1997-2001)
- Premio a la inspiración (1997, 1999, 2001, 2002)
- Premio a la obra maestra (1999, 2000)
- Premio especial a la contribución al cine (2000)
- Premio a la independencia de espíritu (desde 2002)
- Premio Sony Ericsson al mejor escenario (desde 2003)